# Let There Be Light (2019)
Let There Be Light ist ein Filmdrama von Marko Škop, das am 30. Juni 2019 im Rahmen des Internationalen Filmfestival Karlovy Vary seine Premiere feierte und im Herbst 2019 in die slowakischen und tschechischen Kinos kommen soll. 

## Handlung
Der 40-jährige Milan Deniš hat mit seiner Frau Zuzka drei Kinder und verdient als Bauarbeiter in Deutschland sein Geld, um seine Familie in der Slowakei zu versorgen. Als er über Weihnachten zuhause in Nowa Huta ist, entdeckt er, dass sich sein ältester Sohn Adam einer paramilitärischen Jugendgruppe angeschlossen hat, die sich „The Guard“ nennt und in der sie ausgebildet werden, um „ihre Familie und ihr Heimatland zu schützen“. Zudem hat er etwas mit dem Selbstmord seines anscheinend schwulen Klassenkameraden Peter zu tun. Adam bestreitet jedoch zu wissen, was seinen Freund dazu gebracht haben könnte, sich das Leben zu nehmen.
Milan und seine Familie sind sehr religiös. Er selbst besitzt eine Sammlung von Gewehren und Maschinenpistolen, die er gerne putzt, jedoch stellt er stets sicher, dass sich seine Kinder nicht an diesen zu schaffen machen. Als sie nach der Sonntagsmesse Milans Vater besuchen, erklärt dieser, er finde, dass die Herrschaft des faschistischen slowakischen Staates im Zweiten Weltkrieg das einzige Mal war, dass es ihrem Land gut ging. Seinem Sohn erklärt er, dieser sei als Vater zu weich. 
Als Milan Peters Eltern einen Besuch abstattet, erfährt er, dass der Junge ihnen sagte, er sei an dem Tag vergewaltigt worden, an dem er Selbstmord beging. Weil er nicht genau weiß, was sein Sohn mit der Sache zu tun hat, wendet er sich an einen jungen Priester, nur um zu erkennen, dass die Kirche die Taten von „The Guard“ noch mehr gutheißt als die der örtlichen Polizei.

## Produktion

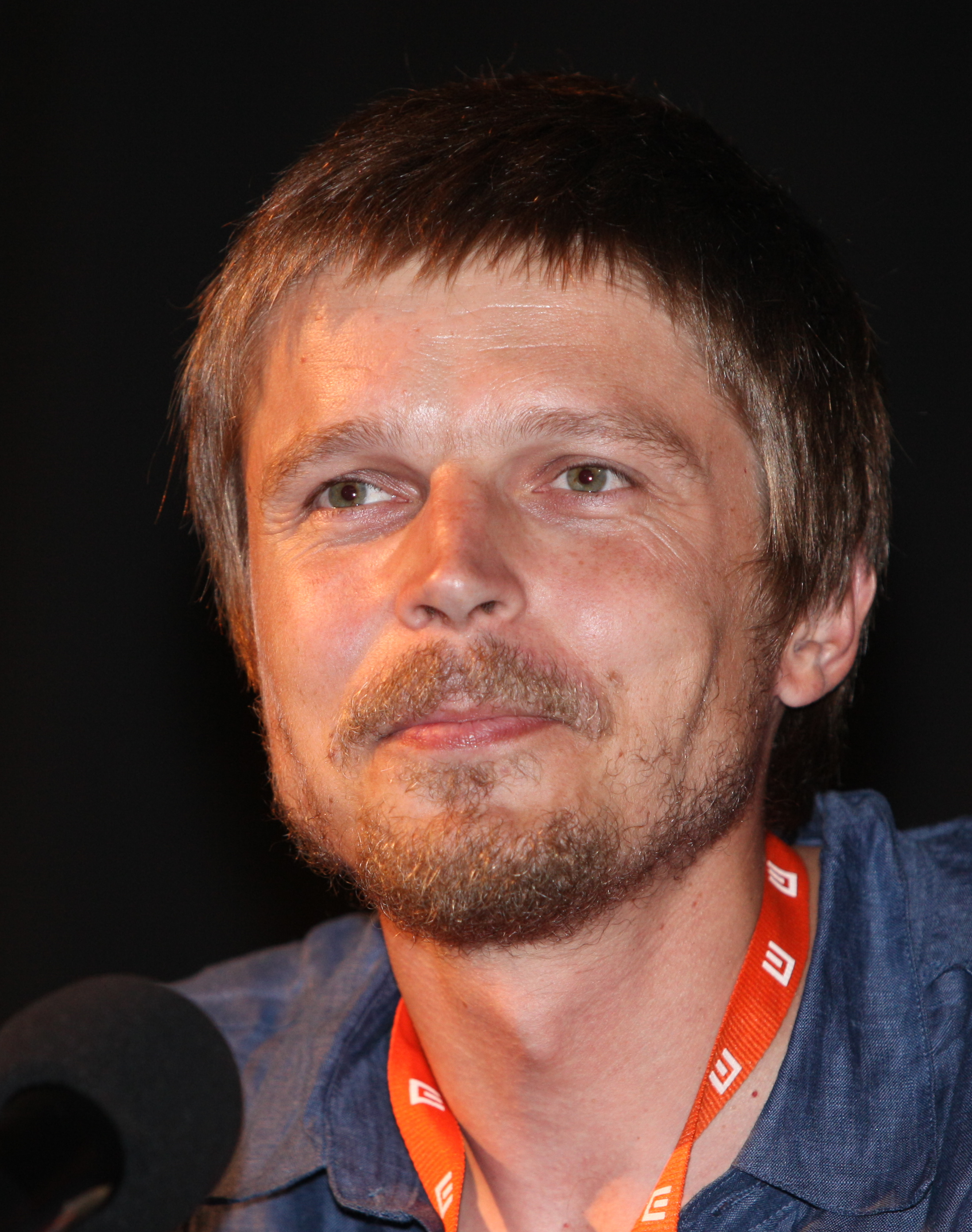
Regie führte Marko Škop

Regie führte Marko Škop, der auch das Drehbuch schrieb. Der Grund, warum Let There Be Light völlig anders und vielleicht aktueller geworden ist als seine vorheriger Film Eva Nová, liege in der extremen Polarisierung der modernen Gesellschaft, so Škop, eine Entwicklung, die er nicht nur in Osteuropa, sondern allgemein in Europa und auf der ganzen Welt sieht. So thematisiere der Film Themen, die vor zehn Jahren nicht auf der Tagesordnung standen. Hassreden hätten früher hinter verschlossenen Türen stattgefunden, nun aber könnten Menschen wie Donald Trump ganz frei darüber sprechen, was sie gegen bestimmte Menschen haben. Das Kern der Geschichte sei aber die Vater-Sohn-Beziehung, so Škop, in der Milan versucht, den selbst erlebten Erziehungsdiskurs umzukehren. Die Erziehung unserer Eltern, Großeltern und Urgroßeltern sei größtenteils eine sehr kalte gewesen, was Michael Haneke in seinem Film Happy End sehr schön gezeigt habe. Die Generation von Milan versuche das zu ändern, der Vater in seinem Film mache es aber nicht richtig.
Der Film feierte am 30. Juni 2019 im Rahmen des Internationalen Filmfestival Karlovy Vary seine Premiere, wo er im Hauptwettbewerb gezeigt wurde. Kurz vor der Premiere war ein erster Trailer veröffentlicht worden. Am 26. September 2019 kam er unter dem Titel Nech je svetlo in die slowakischen und am 10. Oktober 2019 unter dem Titel Budiz svetlo in die tschechischen Kinos. Im November 2019 wurde er beim Filmfestival Cottbus im Wettbewerb Jugendfilm in der Sektion U18 gezeigt. Im Januar 2020 erfolgte eine Vorstellung beim Palm Springs International Film Festival.

## Auszeichnungen
Let There Be Light wurde von der Slowakei als Beitrag für die Oscarverleihung 2020 in der Kategorie Bester Internationaler Film eingereicht, gelangte aber ebenso wenig in die engere Auswahl wie beim Europäischen Filmpreis 2020. Im Folgenden weitere Auszeichnungen und Nominierungen:
Batumi International Arthouse Film Festival 2019
- Auszeichnung mit dem Grand Prix (Marko Škop)[8]

Filmfestival Cottbus 2019
- Auszeichnung als Bester Jugendfilm (Marko Škop)[9]

Finále Plzeň 2020
- Auszeichnung mit dem Golden Kingfisher (Marko Škop)[10]

Internationales Filmfestival Karlovy Vary 2019
- Nominierung für den Kristallglobus (Marko Škop)
- Auszeichnung als Bester Schauspieler (Milan Ondrík)
- lobende Erwähnung der Ökumenischen Jury (Marko Škop)[11]

Valladolid International Film Festival 2019
- Lobende Erwähnung (Marko Škop)[12]